# Смагулова, Гульдархан Нургазиевна
Гульдархан Нургазиевна Смагулова (01.05.1950) — учёный в области лингвистики, казахстанский языковед, тюрколог, Доктор филологических наук, профессор.

## Биография
Родилась 1 мая 1950 года в селе Кеген, Кегенский район Алма-Атинской области.
В 1967 году окончила Кегенскую среднюю школу. С 1968 по 1973 год училась на филологическом факультете Казахского национального университета имени Аль-Фараби, который окончила с отличием.
В 1993 году защитила кандидатскую диссертацию на тему «Вариантность фразеологизмов в казахском языке». 1998 году защитила докторскую диссертацию на тему «Национально-культурные аспекты близких по значению фразеологизмов». Научный консультант: академик Академии наук КазССР, доктор филологических наук А. Т. Кайдар.

## Трудовая деятельность
1. 1968 — библиотекарь Кегенской районной библиотеки
2. 1976—1977 — старший пионервожатый казахской средней школы № 12 г. Алматы
3. 1978—1989 — методист заочного отделения филологического факультета Казахского государственного университета им. С. М. Кирова
4. 1989—1990 — ассистент кафедры казахского языка филологического факультета Казахского государственного университета им. С. М. Кирова
5. 1990—1993 — преподаватель кафедры казахского языка Казахского государственного университета им. Аль-Фараби
6. 1994—1995 — доцент кафедры казахской филологии Казахского национального университета им. Аль-Фараби
7. 1995—1999 — ученый секретарь Диссертационного совета по защите диссертаций на соискание ученой степени доктора филологических наук при Казахском национальном университете им. Аль-Фараби
8. 1999—2008 — заместитель Диссертационного совета по защите диссертаций на соискание ученой степени доктора филологических наук по специальностям казахский язык и тюркские языки при Казахском национальном университете им. Аль-Фараби
9. 2002—2005 — заведующая кафедрой казахской филологии Казахского национального университета им. Аль-Фараби
10. С 2008 года — профессор кафедры казахского языкознания Казахского национального университета им. Аль-Фараби

## Научная деятельность
Автор более 260 научных статей и методических трудов, учебников и учебных пособий, а также монографий. Под руководством ученого подготовлено 25 кандидатов наук и 2 доктора наук, 1 PhD.
Научная область исследований: лексикология и фразеология казахского языка, лингвокультурология и лингвистика текста.
1. «Вариация фразеологии»: учебное пособие (1996)
2. «Страноведение через фразеологизмы»: учебное пособие (2002)
3. «Национально-культурные аспекты семантической фразеологии»: монография (1998)
4. «Текстовая лингвистика»: учебное пособие (2002)
5. «Словарь синонимичных фразеологизмов» (2002)
6. «Фразеологическая калька»: учебное пособие (2005)
7. «Система пословиц и поговорок в персидском и казахском языках»: учебное пособие (2006)
8. «Лингвистика художественных текстов»: учебник (2007)
9. «Дискурс риторики»: учебное пособие (2008)
10. «Семантические категории фразеологии»: учебное пособие (2009)
11. «Казахская фразеология в лингвистических парадигмах»: монография (2010)
12. «Словарь семантической фразеологии» (издание второе) (2010)
13. «Лингвоэкологические аспекты культуры речи» (2011)
14. «Лингвокультурологический статус казахских фразеологизмов» (2012)
15. «Ономасиологические особенности химических терминов в казахском языке» (2014)
16. «Тюркологические исследования: исследования китайского ученого» (2015)
17. «Тематические особенности казахского юмора» (2016)
18. «Казахские фразеологизмы об охоте с ловчими птицами» (2017)
19. «Особенности разговорного языка казахов, проживающих в Китае» (2019)
20. «Якутско-русский и казахско-русский словарь многозначных фразеологических единиц» (2019)
21. Лингвоаксиология: понятие ценностей в мировоззрении казахов (2020) и др.

## Награды и звания
1. Доктор филологических наук (1999)
2. Профессор (2001)
3. «Лучший преподаватель высшего учебного заведения РК» (2007)
4. Медаль имени А.Байтурсынова (2010)
5. Стипендиат государственных научных стипендий для ученых и специалистов, внесших выдающийся вклад в развитие науки и техники (2010—2012)
6. Почетный гражданин Райымбекского района (2010)
7. Почетный профессор Центрального университета Национальностей КНР г. Пекин (2012)